# Salanque
La Salanque (en catalan : Salanca) est une petite région naturelle des Pyrénées-Orientales, située au nord-est de ce département, entre la mer Méditerranée, la plaine du Roussillon et la vallée de l'Agly. La Salanque appartient au territoire plus vaste de la comarque du Roussillon.

## Présentation

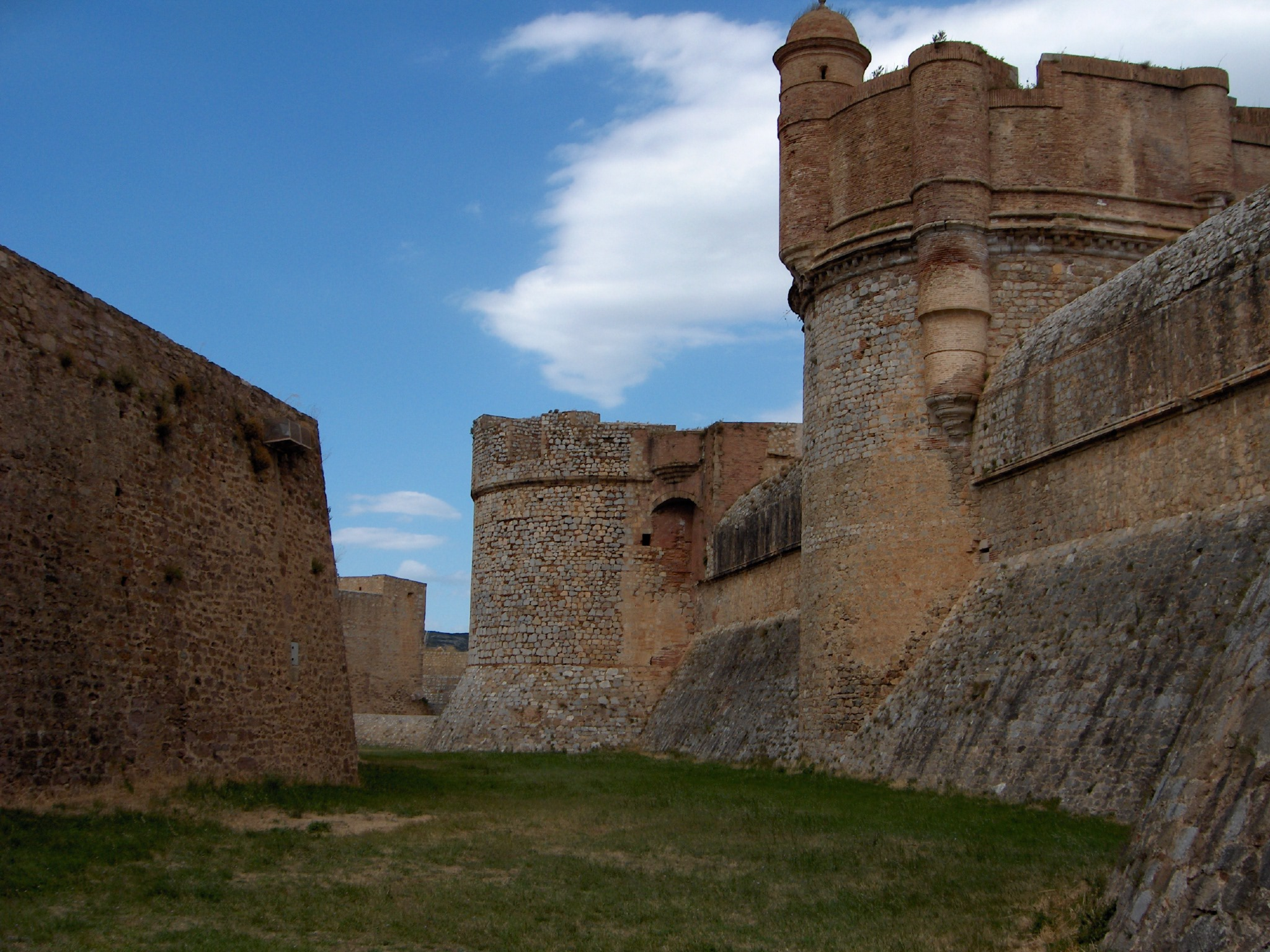
Le château de Salses

Elle est traversée par l'Agly et bordée par l'étang de Salses au nord. La Têt marque sa limite, au sud, avec la région de Perpignan et la plaine du Roussillon.